# بيل هيوز (موزع)
بيل هيوز (بالإنجليزية: Bill Hughes)‏ هو عازف جاز أمريكي، ولد في 28 مارس 1930 في دالاس في الولايات المتحدة، وتوفي في 14 يناير 2018.

## وصلات خارجية
- بيل هيوز على موقع ميوزك برينز (الإنجليزية)
- بيل هيوز على موقع أول ميوزيك (الإنجليزية)
- بيل هيوز على موقع ديسكوغز (الإنجليزية)